# C/2020 F5 (MASTER)
C/2020 F5 (MASTER) es un objeto descubierto el 28 de marzo de 2020, por el sistema de autodetección MASTER cerca de San Juan, Argentina. 
Si se trata de un cometa o un objeto interestelar, aún no está claro, debido a su excentricidad hiperbólica de solo 1.01.